# Klassifikation nach Sweiti/Schwarzbach

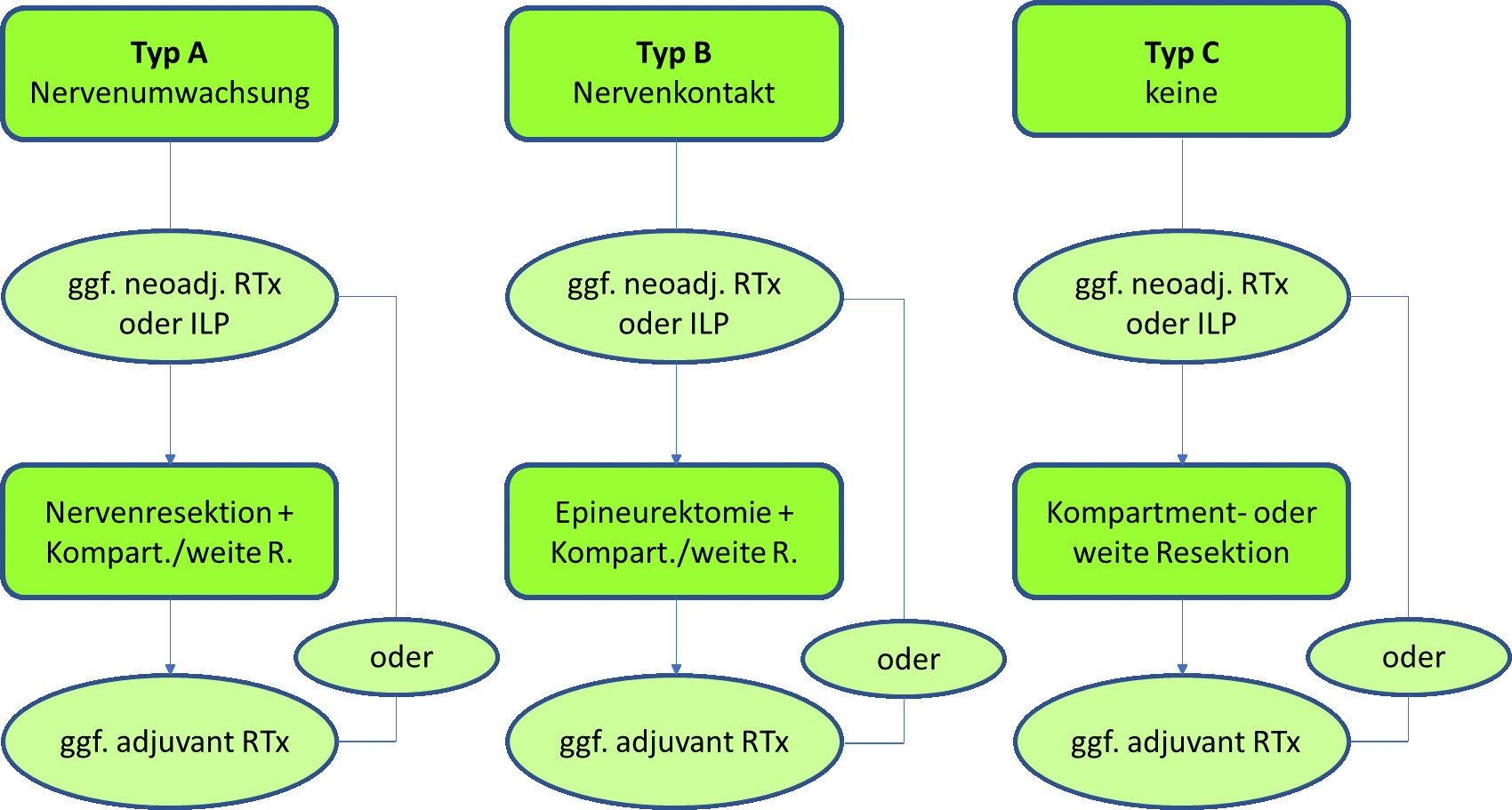
Abkürzungen: neoadj.: neoadjuvant; RTx: Radiotherapie; ILP: Isolierte hypertherme Extremitätenperfusion; Kompart.: Kompartment; R.: Resektion

Die Klassifikation nach Sweiti/Schwarzbach ist eine medizinische Klassifikation zur Einteilung von Sarkomen der Weichteilgewebe nach Beteiligung der Leitnerven in den Extremitäten. Diese wurde von Hussein Sweiti und Matthias Schwarzbach entwickelt. Analog zur Klassifikation nach Schwarzbach dient sie zur besseren Einschätzung der Operabilität und gibt Hilfestellung zur Gestaltung des chirurgischen Vorgehens. Bei der Klassifizierung geht es darum, wie die Stammnerven (z. B. Nervus ischiadicus) durch das Sarkom betroffen sind und welcher Therapiealgorithmus daraus ableitbar ist.
Das chirurgische Vorgehen bei einer Stammnervenbeteiligung wird bis heute kontrovers diskutiert und die Amputation als Option gesehen. In der Arbeit von Sweiti et al. setzt man dagegen auf Gliedmaßenerhalt, auch unterstützt durch neoadjuvante Verfahren wie Radiotherapie und Isolierte hypertherme Extremitätenperfusion. Ist der Nerv komplett umwachsen oder es liegt eine Nervenumwachsung größer als 180° vor (Typ A), ist eine gliedmaßenerhaltende Operation unter Entfernung der Stammnerven in der Regel erforderlich. Um die Gehfähigkeit zu erhalten, benötigt man zwar im weiteren Verlauf meist Orthesen und Gehhilfen, aber die Lebensqualität und die Funktionalität ist tendenziell verbessert im Vergleich zu einer Amputation. Bei Patienten die eine Nervenbeteiligung vom Typ B (Teilumwachsung kleiner als 180°) aufweisen, wird eine Mitentfernung der Bindegewebshülle um den Nerven (Epineurektomie) in Verbindung mit einer en-bloc Resektion durchgeführt. Handelt es sich um ein Weichgewebesarkom ohne Nervenkontakt (Typ C), ist eine Operation mit Erhalt der Stammnerven indiziert. Zusätzlich können multimodale Therapiestrategien mit Extremitätenperfusion (Isolierte hypertherme Extremitätenperfusion und/oder vorgeschalteter Strahlentherapie eingesetzt werden, um die nervenerhaltende Operation des Sarkoms zu ermöglichen. Dadurch können nicht nur die Gliedmaßen erhalten werden, sondern auch die volle Funktionsfähigkeit.